# Сустерберг
Сустерберг (нід. Soesterberg) — місто в Нідерландах в провінції Утрехт. Є частиною муніціпалітету Суст і знаходиться приблизно в 5 км на північний схід від Зейсту, на дорозі між Амерсфортом та Утрехтом.
На 2001 рік населення Сустерберга становило 5 798 осіб. Площа забудови населеного пункту сягала 1,31 км².

## Авіабаза Сустерберг
1910 року поля на північ від населеного пункту були відведені під аеродром. Поштовхом для подальшого розвитку летовища стало утворення в 1913 р. Королівських військово-повітряних сил (ВПС) Нідерландів.
У період з 1954 по 1994 рік там розташовувалася авіабаза НАТО для повітряних сил США, і в Сустерберзі проживали сім'ї американських пілотів та обслуги аеродрому.
Далі авіабаза Сустерберг була перетворена на місце базування вертолітного підрозділу ВПС Нідерландів.

## Інші відомі об'єкти міста
В Сустерберзі знаходиться один з філіалів Нідерландської організації з прикладних досліджень у галузі природничих наук (TNO).
Рядом з містом розташовано Національний військовий музей Нідерландів.